# Ignis (equip ciclista)

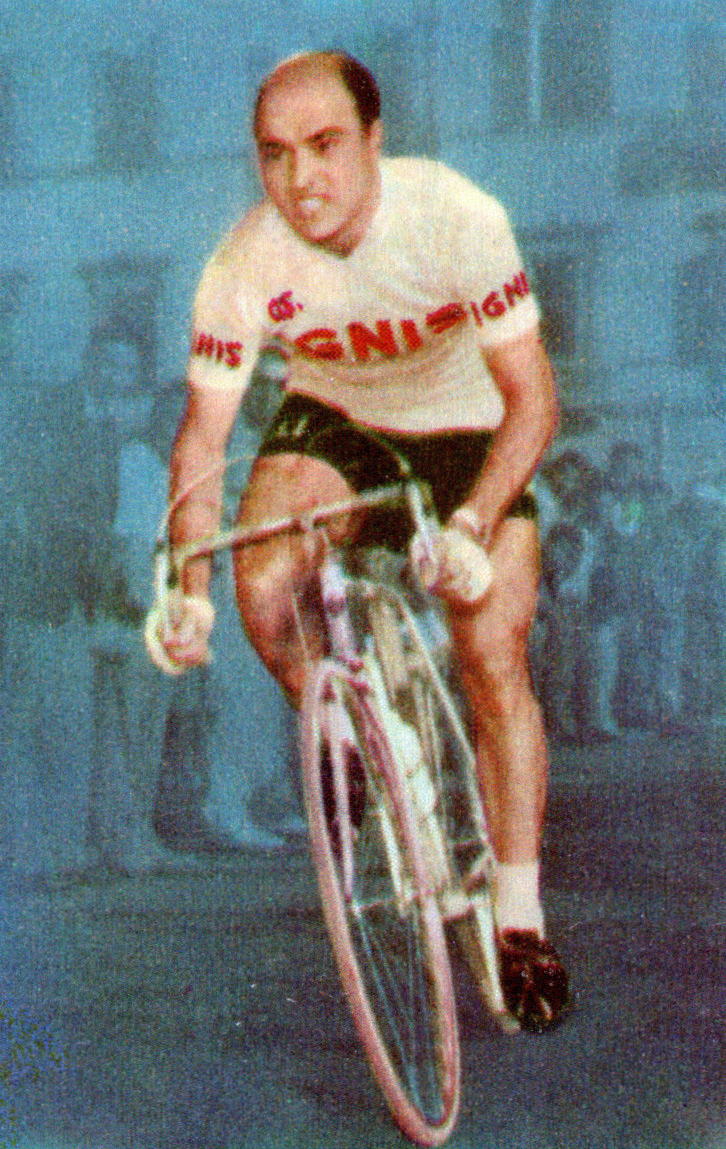
Miquel Poblet

L'equip Ignis va ser un equip ciclista italià, de ciclisme en ruta que va competir entre 1955 i 1966.
Fou l'equip en què Miquel Poblet va aconseguir la majoria dels seus èxits.

## Principals resultats
- Milà-Sanremo: Miquel Poblet (1957, 1959)
- Milà-Torí: Miquel Poblet (1957)
- Volta a Llevant: Bernardo Ruiz (1957), Antonio Gómez del Moral (1964)
- Volta a Suïssa: Pasquale Fornara (1958)
- Giro de l'Emília: Ercole Baldini (1959), Pierino Baffi (1960), Bruno Mealli (1962)
- Volta a Catalunya: Miquel Poblet (1960)
- Gran Premi de les Nacions: Ercole Baldini (1960)
- Giro de la Romanya: Giorgio Tinazzi (1960)
- Trofeu Laigueglia: Marino Vigna (1965)
- Fletxa Valona: Roberto Poggiali (1965)

### A les grans voltes
- Giro d'Itàlia
  - 10 participacions (1955, 1956, 1957, 1958, 1959, 1960, 1961, 1962, 1964, 1965)
  - 25 victòries d'etapa:
    - 4 el 1957: Miquel Poblet (4)
    - 3 el 1958: Miquel Poblet (3)
    - 3 el 1959: Miquel Poblet (3)
    - 7 el 1960: Dino Bruni (2), Miquel Poblet (3), Pierino Baffi, Roberto Falaschi
    - 3 el 1961: Miquel Poblet (3)
    - 3 el 1962: Giuseppe Tonucci, Bruno Mealli, Alberto Assirelli
    - 2 el 1965: Adriano Durante (2)

  - 0 classificació finals:
  - 1 classificacions secundàries:
    - Classificació per equips: (1960)

- Tour de França
  - 2 participacions (1962, 1965[1])
  - 2 victòries d'etapa:
    - 1 el 1962: Rino Benedetti
    - 1 el 1965: Adriano Durante

  - 0 classificacions secundàries:

- Volta a Espanya
  - 1 participacions (1958)
  - 0 victòries d'etapa:
  - 0 classificació finals:
  - 0 classificacions secundàries: